# Ein Frauenherz vergißt nie
Ein Frauenherz vergißt nie (Originaltitel Lydia) ist ein US-amerikanisches Filmdrama aus dem Jahr 1941 unter der Regie von Julien Duvivier, das auf seine zusammen mit Leslie Bus-Fekete geschriebene Geschichte Un Carnet de Bal zurückgeht. Duvivier verfilmte den Stoff bereits 1937 in Frankreich unter demselben Titel, deutscher Titel Spiel der Erinnerung.
Die Hauptrollen sind mit Merle Oberon, Alan Marshal, Joseph Cotten sowie Hans Yaray und George Reeves besetzt.

## Handlung
Als Dr. Michael Fitzpatrick im Radio den Namen Lydia MacMillan hört, steht er auf und schaut sich das Bild einer schönen jungen Frau an. Die Radioübertragung gilt einer Ehrung, die Lydia zuteilwird; sie wird geehrt für ihr Engagement für blinde und verwaiste Kinder. Der Gouverneur von New York meint, das Herz einer großen Frau habe dieses Haus für Kinder erschaffen. Seine Fundamente seien Menschenliebe und Güte. Michael begibt sich direkt zu Lydias Büro, um ihr zu gratulieren. Sie jedoch wehrt ab, er solle keinen Blödsinn reden, sie sei schon genug geehrt worden. Nein, sie habe nie geheiratet, antwortet sie auf seine Frage, es hätte zu viele Wünsche und zu wenig Verehrer gegeben. Fitzpatrick neckt sie, dass er schon von vieren wüsste. Lydia zählt an den Fingern ab Bob, Richard, Frank ... und „was ist mit mir?“ ergänzt Michael. Lydia muss lachen. Beide verabreden sich für Freitag, um über alte Zeiten zu sprechen. Als Lydia freitags bei Michael eintrifft, hat er eine Überraschung für sie, sie steht ihren alten Freunden Bob Willard und Frank Andre gegenüber. Bob ist inzwischen Manager in einem Nachtclub und Andre, ein blinder Konzertpianist, hat immer noch so poetische Worte für sie, wie damals als sie jung waren. Die drei Männer erzählen Lydia, dass sie in den 40 vergangenen Jahren immer wieder der Gedanke bewegt habe, warum sie nicht mit ihr verheiratet seien. Der Grund sei ein anderer Mann gewesen, meint Lydia. Dann also Richard, konstatieren die drei Herren, was Lydia bejaht. Sie will wissen, warum er nicht auch da sei und erhält von Michael die Antwort, dass er noch kommen werde. Michael erinnert sich zurück an den 7. Juni 1898: Sie sei damals 18 Jahre gewesen, meint Lydia, etwas albern zwar, aber auffallend hübsch anzusehen, was die Herren einhellig bestätigen.
Michael steht am Fuß der Treppe als die junge, bezaubernde Lydia in einem Ballkleid hinunterschwebt. Sein Vater ist Butler im Haus von Lydias Großmutter Sarah MacMillan, einer sehr energischen alten Dame. Fitzpatrick stellt Sarah MacMillan seinen Sohn vor, der gerade seine Ausbildung als Arzt beendet habe. Da er der etwas hypochondrischen alten Dame ein Mittel aufschreibt, hat er bei ihr gleich einen Stein im Brett, sie stellt ihn ihrer Enkelin als neuen Hausarzt vor. Michael erzählt Lydia, dass es damals für ihn Liebe auf den ersten Blick gewesen sei. Die Erinnerungen an den Ballsaal sind bei den Beteiligten unterschiedlich. Lydia erinnert sich, dass ihr, als Bob Willard, „ihr Märchenprinz“ sie um einen Walzer gebeten habe, gewesen sei, als tanze sie auf einer Wolke. Michael widerspricht Lydia und Bob, es sei nur ein ganz gewöhnlicher kleiner Ballsaal gewesen. Lydia erinnert sich, dass Bob Byron und Shelley rezitiert habe, was Michael verwundert. Auch die Erinnerung an den nächsten Tag ist unterschiedlich. Nach einem Rugbyspiel ist Bob bei Lydias Großmutter eingeladen, die den jungen Mann jedoch hinauskomplementiert und ihrer Enkelin den weiteren Umgang mit ihm untersagt. Sie lässt Lydia wissen, dass sie sie morgen zu ihrer Cousine nach Virginia schicken werde. Lydia wendet sich hilfesuchend an Michael. Sie erzählt ihm, dass sie heute Nacht mit Bob durchbrennen wolle. Michael reagiert jedoch völlig anders als sie erwartet hat, er will ihrer Großmutter alles erzählen, bringt es dann aber doch nicht über sich. Zu der Eheschließung kommt es nicht, trotzdem suchen beide ein Hotel auf und geben sich als verheiratet aus. Lydia ist so enttäuscht von den Begleitumständen, dass sie zu Bob meint, sie sei froh, dass es nicht zu einer Eheschließung gekommen sei. Dann stürmt sie davon und fährt zurück nach Boston.
Als Michael einberufen wird, verbringt Lydia seinen letzten Abend mit ihm gemeinsam in einem Künstlerlokal. Er gesteht ihr seine Liebe und sie meint, sie wisse, dass er sie liebe und er solle wiederkommen. Sie werde auf ihn warten. Beim Abschied am Hafen begegnet Lydia bereits zum dritten Mal dem Mann, der sie nicht ohne Grund „Schönheit in Tränen“ nennt. Michael fragt Lydia, ob das der Moment gewesen sei, als sie sich in Richard verliebt habe. Sie jedoch meint, nein, ihr Leben sei von jemandem namens Johnny verändert worden. Johnny sei ein kleiner blinder Junge gewesen und er habe ihr Leben mehr verändert als irgendjemand anders sonst. Lydia begleitete Johnny damals in sein Elendsquartier und war so erschüttert, dass sie ein Haus für blinde Kinder gründete. Dort stellte sich ihr Frank Andre, ein blinder Pianist, vor. Er meinte, für Blinde sei Musik besonders wichtig. Als Michael zurückkam, habe sie ihn mit Frank Andre bekanntgemacht. Kurz darauf besuchten Michael und sie einen Ball. Auf der Rückfahrt kam es zu einem Wettrennen durch den Schnee zwischen ihrer und Michaels Kutsche und der von Richard Mason, dem Mann, dem sie bereits drei Mal begegnet war. Lydia verliebte sich. Zu den Freunden meint Lydia, sie hätten nicht sie, sondern ein Trugbild geliebt. Mit Richard zusammen habe sie Boston verlassen und sich in die Einöde von Macmillanport begeben. Sie erzählt den Freunden, wie es damals war und wie groß ihre Liebe zu Richard gewesen sei. Richard habe ihr versprochen, sie niemals zu verlassen und immer wieder beteuert, wie glücklich er mit ihr sei. Er las Lydia aus Lalla Rookh von Thomas Moore vor. Eines Morgens habe er sich von ihr und ihrem Zuhause, das sie „Sturmvogels Nest“ getauft hatten, auf eine ganz besondere Weise verabschiedet. Lydia erzählt den Freunden, dass sie in dieser sturmdurchpeitschten Nacht für Richard gebetet habe und die ganze Nacht hindurch gewartet habe. Es sei die längste Nacht ihres Lebens gewesen. Als ihr auf den Namen „Lalla Rookh“ getauftes Schiff bei Anbruch der Dämmerung zurückgekommen sei, habe der alte Ned ihr einen Brief von Richard gegeben. Er sei gegangen. Er habe ihr geschrieben, dass es eine andere Frau in seinem Leben gäbe, die ein Recht auf ihn hätte. Er habe dem Brief den Trauring seiner Mutter beigelegt und sie gebeten, auf ihn zu warten, es werde eine Weile dauern, aber er werde zurückkommen. „Arme Lydia“, meinen die Freunde übereinstimmend und wollen wissen, ob sie jemals wieder etwas von Richard gehört habe. Lydia erzählt ihnen, dass das erst nach vielen Monaten der Fall gewesen sei und bedeutet den Freunden, dass sie ihr damals sehr geholfen hätten.
Nach einem Konzert, das Frank nur für Lydia gegeben hatte, habe sie einen Brief von Richard erhalten mit drei Ringen und dem Geständnis seiner großen Liebe zu ihr. Es dauere jetzt nicht mehr lange, sie solle am Silvesterabend an der kleinen Kirche auf ihn warten. Er werde dorthin kommen. Dann würden sie heiraten. Am Silvesterabend habe sie dann ihrer Granny davon erzählt und sie wissen lassen, dass sie für alle Zeiten zu ihm halten würde, denn sie liebe ihn. Richard sei in dieser Nacht nicht gekommen, es sei sein letztes Lebenszeichen gewesen. Im Frühjahr beteuerte Michael Lydia erneut seine Liebe und sagte ihr, dass er sie heiraten wolle. Sie solle sich von diesem Mann, der sich wahrscheinlich niemals mehr melden werde, nicht ihr Leben verderben lassen. Tatsächlich planten Lydia und Michael ihre Hochzeit. Ihre Großmutter sei froh darüber gewesen. Als sie mit dem jungen Paar habe anstoßen wollen, sei sie jedoch tot zusammengebrochen. Sie sei daraufhin zurück nach Macmillanport in das kleine Haus gegangen, in dem sie so glücklich mit Richard gewesen sei. Die Erinnerungen an die glückliche Zeit dort hätten ihr sehr zugesetzt. Nach einigen Monaten habe Michael sie zurückholen wollen. Damals habe sie ihm sagen müssen, dass sie nicht seine Frau werden könne, sie müsse bezahlen für ihre Schuld, ein Leben lang. Ihre Liebe zu Richard würde immer zwischen ihnen stehen, niemals komme sie von ihm los.
Ja, so sei das damals gewesen, viele, viele Jahre und eine Illusion, meint Lydia, als die Tür sich öffnet und Richard Mason eintritt. Er meint, er habe eine Einladung erhalten und will von Michael wissen, was er von ihm wünsche. Dann sieht er sich um und bittet Michael, ihn mit den Anwesenden bekanntzumachen. Als Lydia sich erhebt und ihn anspricht, bleibt sein Gesicht unbewegt, er kenne sie nicht, äußert er auf ihre Frage, er kenne hier niemanden. Die drei Freunde können es nicht fassen, Michael meint, vielleicht habe er Lydia wirklich nicht gekannt. Mit Tränen in den Augen begreift Lydia, dass er sie tatsächlich vergessen hat, was Michael unbegreiflich findet. Lydia jedoch antwortet: „Er ist eben ein Mann, ein Frauenherz vergißt nie.“

## Produktion und Hintergrund
Gedreht wurde der Film in den General Service und den Samuel Goldwyn Studios in Hollywood in den USA. Für den Film stand dem Produzenten Alexander Korda ein Budget von einer Million Dollar zur Verfügung.
Die Premiere des Films fand am 18. September 1941 in New York statt. Der allgemeine Kinostart in den USA lief am 25. September 1941 an. In der Bundesrepublik Deutschland startete der Film am 24. Februar 1950, in Österreich am 17. Februar 1950. Am 25. August 1962 wurde Ein Frauenherz vergißt nie erstmals im Fernsehprogramm der ARD gezeigt.
In Österreich – teils auch in der Bundesrepublik Deutschland – lief der Film unter dem Titel Ein Frauenherz.
Für Edna May Oliver und John Halliday stellte dieser Film ihre letzte Arbeit auf der Leinwand dar. Oliver verstarb ein Jahr nach Veröffentlichung des Filmes, Halliday zog sich dagegen in den Ruhestand nach Hawaii zurück. Für Joseph Cotten hingegen, dessen zweite Filmrolle nach seiner Rolle in Citizen Kane dies war, begann der Start in eine vielversprechende Filmkarriere. Merle Oberon hatte gehofft, dass ihre mehrere Jahrzehnte umspannende Rolle ihr Zustimmung bei der Kritik einbringen würde. Für die Szenen als ältere Frau wurde sie fast drei Stunden jeden Tag geschminkt und ausstaffiert. Die erste Reaktion vonseiten der Kritiker war jedoch eher negativ. Man bemängelte vor allem, dass ihre Gesichtshaut wie eine Maske wirke aber nicht wie menschliche Haut. Merle Oberon und Alexander Korda waren zu der Zeit miteinander verheiratet.
Für den Wiener Theaterschauspieler Hans Jaray, der sich hier Yaray nannte, war dies der erste Hollywoodfilm seit seiner Emigration in die USA.
Miklós Rózsa, der für seine Musik zu diesem Film seine zweite Oscar-Nominierung (erste für Der Dieb von Bagdad) erhielt, wurde von Korda entdeckt.

### DVD
Ein Frauenherz vergißt nie erschien am 13. Juni 2006 auf DVD, herausgegeben von Phoenix Neue Medien GmbH.

## Kritiken
Das Lexikon des internationalen Films meinte, dass es sich um ein „romantisches Frauendrama mit Charme und formalem Raffinement [handele]“, und kam zu dem Schluss: „Ein adäquates amerikanisches Remake, das Duvivier von seinem eigenen Erfolgsfilm Spiel der Erinnerung (Frankreich 1937) machte.“ Bosley Crowther von der New York Times befand in einem Artikel vom 19. September 1941, dass Alexander Kordas Lydia „nur ein weiterer dieser tränenreichen, sentimentalen Filme sei, der die Vergangenheit einer Frau beleuchte. Etwas bekömmlicher werde er zwar dadurch, dass Merle Oberon diese Frau spiele, aber insgesamt sei der Film immer noch zu klebrig und mit zu viel Pathos.“ Crowther verwies auf die französische Version des Films Carnet du Bal, „der einfach schöner gewesen sei und tief berührende Bilder geboten hätte. Lydia dagegen sei nur ein Wirrwarr aus Nostalgie, ein Schneesturm von verwelkten Rosenblättern.“ Die Zeitschrift Variety bestätigte Merle Oberon in ihrer Ausgabe vom 31. Dezember 1940, dass sie „ihre herausragende Rolle zu einer ausgezeichneten Leistung nutze. Besonders gelungen sei das Make-up, das eine Spanne von vielen Jahren glaubhaft machen müsse.“ Als der Film 28 Jahre nach seiner Uraufführung wieder im Kino zu sehen war, gelangte der Evangelische Film-Beobachter zu folgender Einschätzung: „Dieser etwas verstaubte Film […] versucht (auch äußerlich durch die episodische Form der Erzählung) an den berühmten Vorläufer ‚Spiel der Erinnerung‘ anzuknüpfen – ohne ihn zu erreichen. Trotzdem ist dieses subtil verfilmte Seelendrama besser als vieles, was nachher kam, wie beispielsweise zuletzt ‚Mit teuflischen Grüßen‘.“

## Auszeichnungen
Miklós Rózsa war mit seiner Musik für Ein Frauenherz vergißt nie auf der Oscarverleihung 1942 in der Kategorie „Beste Filmmusik in einem Drama“ nominiert, unterlag jedoch Bernard Herrmann mit seiner für den Film Der Teufel und Daniel Webster komponierten Musik.